# Peng Xuwei
Peng Xuwei (彭旭玮S; Wuhan, 15 gennaio 2003) è una nuotatrice cinese.

## Carriera
Specializzata nel dorso, nel 2023 ha vinto la medaglia di bronzo nei 200m dorso ai Mondiali di Fukuoka.

## Palmarès
- Mondiali

Fukuoka 2023: bronzo nei 200m dorso.
Singapore 2025: bronzo nella 4x100m misti.
- Mondiali in vasca corta

Abu Dhabi 2021: bronzo nella 4×100m misti.
- Giochi asiatici

Giacarta 2018: bronzo nei 200m dorso.
Hangzhou 2022: oro nei 200m dorso.
- Giochi olimpici giovanili

Buenos Aires 2018: oro nella 4×100m misti e nella 4×100m misti mista.